# Deretrachys juvencus
Deretrachys juvencus är en skalbaggsart som först beskrevs av Dupont 1840.  Deretrachys juvencus ingår i släktet Deretrachys och familjen långhorningar. Inga underarter finns listade i Catalogue of Life.